# Machatjkala
Machatjkala (ryska: Махачкала́; avariska: МахIачхъала) är en stad i södra Ryssland och är huvudstad i delrepubliken Dagestan. Staden är belägen vid Kaspiska havets västra stand och platsen för Machatjkala stora moské. Folkmängden uppgår till cirka 580 000 invånare vilket gör den till den största staden i det Nordkaukasiska federala distriktet. Befolkningen är multietnisk med avarer och kumyker som största grupper.
Machatjkala grundades som Petrovskoje befästning år 1844 och 1857 döptes staden om till Petrovsk. Stundtals under ryska inbördeskriget hölls staden av anti-bolsjevikiska trupper och fick då namnet Sjamil-kala för att hedra Imam Sjamil (1797–1871). Sedan Sovjetunionens fall har staden, liksom delrepubliken, varit utsatt för islamska rebeller.

## Administrativ indelning
Machatjkala är indelat i tre stadsdistrikt:
| Stadsdistrikt | Invånarantal 9 oktober 2002 | Invånarantal 14 oktober 2010 | Invånarantal 1 januari 2015 |
| ------------- | --------------------------- | ---------------------------- | --------------------------- |
| Kirovskij     | 140 359                     | 179 462                      | 179 294                     |
| Leninskij     | 154 581                     | 192 717                      | 200 297                     |
| Sovetskij     | 167 472                     | 199 897                      | 203 642                     |
| TOTALT        | 462 412                     | 572 076                      | 583 233                     |

Utöver detta så administrerar staden åtta urbana orter utanför stadsgränsen samt några landsbygdsorter och annan landsbygd. De urbana orterna är (med invånarantal 1 januari 2015) Alburikent (12 653), Kjachulaj (7 292), Leninkent (16 027), Novyj Kjachulaj (10 038), Semender (13 777), Sjamchal (11 881), Sulak (8 649) och Tarki (15 443). De största landsbygdsorterna är (med folkmängd 14 oktober 2010) Novyj Chusjet (11 371) och Sjamchal-Termen (10 260). Det område som administreras av Machatjkala hade 545 258 invånare 2002, 696 885 invånare vid folkräkningen 2010, och 710 880 invånare i början av 2015.

## Sport
FK Anzji Machatjkala är Machatjkalas lokala fotbollslag. De spelar i den ryska högstaligan Ryska Premier League.